# San Felipe Tejalápam
San Felipe Tejalápam es una población del estado mexicano de Oaxaca. Pertenece al distrito de Etla, dentro de la región valles centrales. Es cabecera del municipio homónima.

## Feria anual san felipe tejalapam
El día 4 de mayo se celebra una misa en honor a San Felipe Apóstol, (esta misa lo pagan los mayordomos), es el día en que se celebra al santo. Pero  en realidad es el día 26 de mayo en que se celebra la fiesta en honor de San Felipe Apóstol, hay baile, música, procesiones, juegos pirotécnicos y feria popular, esto se realiza por costumbres,  se celebra el día 26 o el tercer fin de semana del mes de mayo. 
Desde el día 15 de mayo comienzan los preparativos para la celebración, los mayordomos de la Iglesia Católica hacen la CERA del Santo Patrón para tenerlo preparado para la Fiesta del Pueblo.

PRIMER DIA.	
El día viernes de la tercera semana de mayo se paga la misa de bendición de canastas, terminando se hace un convite con madrinas de flores, también las acompaña el Cabildo Municipal e integrantes del Alcalde Único Constitucional, y algunos ciudadanos de la Población. Toda la noche de este día se hace un recorrido de la Calenda en diferentes calles de la población, donde participa el Cabildo Municipal, integrantes del Alcalde Único Constitucional, Policías, Mayores y topiles en donde bailan con las marmotas.
SEGUNDO DIA.
Se celebra la misa de Colocación, en el transcurso del día se invita a diferentes equipos para celebrar torneos de básquet bol y futbol, en este día por la noche se hace la quema de castillo con diferentes juegos pirotécnicos.
TERCER DIA. 
Como a las 6:00 de la mañana se celebran las Mañanitas al Santo Patrón, después una Misa y posteriormente la Procesión en donde se hace un recorrido con la Imagen del Santo Patrón, madrinas, mayordomos de la Iglesia, Cabildo Municipal, Integrantes del Alcalde Único Constitucional y personas de la Población. Acto seguido se les hace una invitación a todas las personas para que vayan a la casa del Alcalde a una comida  en donde las madrinas reparten dulces para toda la gente que se encuentra en la fiesta. A partir de este día toda la población se reúne en el centro del pueblo para subirse a los juegos mecánicos y comprar diferentes artículos que venden en la Feria. En la noche se organiza un grandioso baile.
CUARTO DIA. 
Se celebra la Misa de Acción de Gracias con procesión. Más tarde hay finales de torneos de futbol. También se organiza un jaripeo en el cual participan varias ganaderías y hay música viva. En la noche nuevamente se hace otro baile para beneficio de alguna institución.
QUINTO DIA.
Por la tarde se realiza un jaripeo en el cual participan varias ganaderías con  música viva. En la noche nuevamente se hace otro baile para beneficio de alguna Institución. 
SEXTO DIA.
Por la mañana de este día se realiza el evento de ciclismos donde se le invita a
todo el pueblo en general para que participe en el evento. 
SEPTIMO DIA.
En la tarde se realizan carreras de caballos y carreras ciclistas de velocidad.
OCTAVO DIA.
En la tarde se realiza el último jaripeo en el cual participan varias ganaderías acompañados de música en vivo. Se realiza el último baile de Feria Anual. 
NOVENO DIA.
Para cerrar la fiesta del pueblo se realizan eventos encebados, Palo encebado y cerdo encebado, para lograr alcanzar los regalos del palo encebado se organizan en equipos de jóvenes, el palo mide aproximadamente 5 metros, el cerdo encebado consiste en atrapar el cerdo para bailar con él.
Recintos históricos.
Cuenta con una iglesia católica que data del siglo XVI, sus retablos tienen láminas de oro, en el año de 2016 se mandaron a guardar imágenes en óleo para conservarlas y con posibilidad de restauración, también data del siglo XVI y XVII.
Algunas personas cuentan que la iglesia contaba con una campana con una buena elaboración fina y que fue robada por antiguos pobladores españoles. más tarde se mando a pedir una casi igual, esta fue con un sonido más hermoso, más pequeña y con menos detalles que la campana anterior.
Palacio municipal.
Era una construcción de puro tabique rojo con techo, la construcción data del año 1928 fue elaborada la primera planta.
Años más tarde fue construida la segunda planta inaugurada por el entonces presidente municipal C. Leonardo Perez Marques.
Artesanías.
Su agencia de policía la Unión Tejalápam, cuenta con algunas familias que se dedican a la elaboración de los alebrijes, no es un lugar tan conocido como otros lugares y sufre de un escaso turismo. Hay también que resaltar que en los años 90' una pareja de esposos viajaron a los Estados Unidos de América, para presentar los alebrijes. los alebrijes son también exportados en algunos lugares de Estados Unidos.
Flora y fauna.
Es uno de los municipios más biodiversos de los Valles Centrales de Oaxaca, en este lugar podemos encontrar muchas variedades de plantas medicinales. 
Cuenta con una buena porción de bosque, en el que también se puede disfrutar de la flora y fauna salvaje.
Flora
Flores: Rosas, nube, alcatraz, dalias, cresta de gallo.
Plantas comestibles: Quintoniles, chepil, berros.
Árboles: Pino, oyamel, madroño, moral, encino, aile, mezquite, cazaguate, guaje, yamel, zacatón y pastizal.
Plantas medicinales: Ruda, albacar y malva.
Fauna
Aves silvestres: Cenzontle, águila, gavilán zopilote.
Insectos: Moscas, zancudos, avispas, abejas.
Especies acuáticas: Ranas, sapos, peces, charales.
Reptiles: Víboras, escorpión, coralillos.
Animales domésticos: Pollos, patos, guajolotes, puercos.
Entre otras más plantas y animales.